# هیق (خواجه)
هیق یکی از روستاهای استان آذربایجان شرقی است که در دهستان مواضع‌خان شمالی بخش خواجه شهرستان هریس واقع شده‌است.یکی از مکان های دیدنی روستا چشمه 《لیلی ومجنون》است که واقع در کوه روستاست.این روستا مکان هایی دارد که ثبت ملی شدند مثل گورستان این روستا،قلعه سنگرکه قدمت این قلعه برمیگردد به دوره اول هزاره اول قمری و بقایای قلعه بربر ،که قدمت این قلعه برمیگردد به عصر مفرغ(برنز).همسایه های این روستا ،روستاهای سرخه گاو،حسینآباد،باجه باج،جیغه و...هستند.فاصله این روستا تا تبریز مرکز استان 48 کیلومتر و تا ورزقان 16 کیلومتر و تا هریس 55 کیلومتر می باشد.اکثر مردم این روستا از سادات می باشند.این روستا آسیاب معروفی داشته که از روستا های اطراف جهت آسیاب کردن گندم وجو خود به این روستا می آمدند. بیشتر اهالی این روستا در بصورت فصلی در تبریز وروستا ساکن هستند ودرتابستان جمعیت ایت روستا به 1000نفر نیز می رسد .
براساس یافته های جدید معدن طلا در کوه های این روستا وجود دارد که در سالهای آینده اقدام به استیصال آن خواهند کرد.
محل سکونت پیشین اهالی روستا در قسمت مرتفع روستا با نام "قلعه" بود که بعدا به دلایلی به ارتفاع پایین تر و نزدیک چشمه موجود در همان حوالی نقل مکان کرده و فعلا نیز در آنجا ساکن می باشند.
بافت خانه های روستا تا قبل از زلزله سال 1391 ورزقان، کاملا سنتی و از کاه گل بود ولی به دلیل تخریب اکثر خانه ها توسط زلزله مذکور، خانه های جدیدا از نوع فولادی یا بتنی نوسازی شده اند.
از محصولات این روستا می توان به سیب و زردآلود اشاره کرد.  فعالیت عمده آنها کشاورزی و دامداری است. 
این روستا یک روستا مذهبی در منطقه قره داغ محسوب می شود و از دیر باز دارای علما مذهبی بزرگ بوده است.